# Lasinja
Lasinja  è un comune della Croazia di 1 938 abitanti della regione di Karlovac.